# Balian Buschbaum
Balian Buschbaum, né le 14 juillet 1980 à Ulm, est un athlète allemand, spécialiste du saut à la perche ayant concouru et remporté plusieurs médailles aux championnats d'Europe et du monde d'athlétisme, dans la catégorie féminine sous le prénom d'Yvonne. Homme transgenre, il a réalisé sa transition en 2008 après avoir mis fin à sa carrière d'athlète. Il travaille ensuite comme coach sportif.

## Biographie
Balian Buschbaum naît à Ulm en Allemagne de l'Ouest le 14 juillet 1980, sous le nom d'Yvonne Buschbaum. Dans son enfance et son adolescence, il joue au football et pratique intensément la musculation, notamment dans le but d'avoir une poitrine d'apparence plus masculine. Il commence le saut à la perche en catégorie féminine. En 1997, il remporte les championnats d'Europe juniors et termine quatrième des championnats du monde juniors d'athlétisme l'année suivante. Il remporte la médaille de bronze aux championnats d'Europe d'athlétisme de 1998 puis la médaille d'or aux championnats d'Europe juniors d'athlétisme en 1999. Il participe aux Jeux Olympiques de Sydney en 2000, où il termine sixième avec un saut de 4,40 mètres. En 2003, il dépasse son précédent record avec un saut de 4,70 mètres.
Toutefois, une blessure récurrente au tendon l'oblige à subir quatre opérations chirurgicales. Buschbaum ne participe pas aux jeux olympiques de 2004. En 2007, il décide d'interrompre sa carrière sportive.
En janvier 2008, Balian Buschbaum annonce sa transition de genre et son changement de prénom, déclarant qu'il s'était toujours senti homme dans un corps de femme. Il choisit le prénom Balian en référence à Balian d'Ibelin dans le film Kingdom of Heaven.
Il se reconvertit en coach sportif en saut à la perche dans la ville de Mayence. En 2013, il participe à la version allemande de l'émission Danse avec les stars. Après 2013, il travaille comme coach sportif et fitness, conseiller en gestion, voyagiste et coordinateur de santé.

## Palmarès
| Date | Compétition                    | Lieu     | Résultat | Performance |
| ---- | ------------------------------ | -------- | -------- | ----------- |
| 1998 | Championnats du monde juniors  | Annecy   | 4e       |             |
| 1998 | Championnats d'Europe          | Budapest | 3e       | 4,31 m      |
| 1999 | Championnats d'Europe juniors  | Riga     | 1er      | 4,25 m      |
| 1999 | Championnats du monde          | Séville  | 7e       |             |
| 2000 | Jeux olympiques d'été          | Sydney   | 6e       | 4,40 m      |
| 2001 | Championnats du monde en salle | Lisbonne | 6e       | 4,25 m      |
| 2001 | Championnats du monde          | Edmonton | 7e       | 4,45 m      |
| 2002 | Championnats d'Europe en salle | Vienne   | 2e       | 4,65 m      |
| 2002 | Championnats d'Europe          | Munich   | 3e       | 4,50 m      |
| 2003 | Championnats du monde          | Paris    | 6e       | 4,50 m      |

### Records
| Épreuve          | Performance | Lieu | Date |
| ---------------- | ----------- | ---- | ---- |
| Saut à la perche | 4,70 m      | Ulm  | 2003 |